# Melanerpes pucherani
Melanerpes pucherani е вид птица от семейство Picidae. Видът е незастрашен от изчезване.

## Разпространение
Разпространен е в Белиз, Колумбия, Коста Рика, Еквадор, Гватемала, Хондурас, Мексико, Никарагуа, Панама и Перу.